# Celebration (canción de Kool & the Gang)
«Celebration» es una canción de 1980 de la banda estadounidense Kool & the Gang, lanzada como el primer sencillo de su duodécimo álbum Celebrate! (1980). Fue el primer y único sencillo de la banda en alcanzar el número 1 en el Billboard Hot 100 de Estados Unidos.
En 2016, la canción fue incluida en el Salón de la Fama de los Premios Grammy.y en 2021, la Biblioteca del Congreso seleccionó "Celebration" para su preservación en el Registro Nacional de Grabaciones por ser "culturalmente histórica o estéticamente significativa".

## Lista de canciones
sencillo 7" (De-Lite Records – DE 807)
- 1. "Celebration" – 3:42
- 2. "Morning Star" – 4:16

maxi 12"  (De-Lite Records – DDS 503 DJ)
- 1. "Celebration" – 5:00
- 2. "Morning Star" – 4:16

## Posicionamiento en listas
| Lista (1980-1981)                                | Máxima posición |
| ------------------------------------------------ | --------------- |
| Alemania Occidental (Offizielle Deutsche Charts) | 17              |
| Australia (Kent Music Report)                    | 33              |
| Bélgica (Flandes) (Ultratop 50)                  | 3               |
| Canadá (RPM Top Singles)                         | 1               |
| Estados Unidos (Billboard Hot 100)               | 1               |
| Estados Unidos (Adult Contemporary)              | 34              |
| Estados Unidos (Hot Dance Club Songs)            | 1               |
| Estados Unidos Hot Soul Singles (Billboard)      | 1               |
| Estados Unidos 'Cash Box Top 100                 | 1               |
| Estados Unidos Record World Singles              | 1               |
| Finlandia (Official Finnish Charts)              | 17              |
| Francia (IFOP)                                   | 24              |
| Irlanda (IRMA)                                   | 17              |
| Nueva Zelanda (Recorded Music NZ)                | 1               |
| Países Bajos (Dutch Top 40)                      | 2               |
| Países Bajos (Mega Single Top 100)               | 2               |
| Reino Unido (UK Singles Chart)                   | 7               |
| Suiza (Schweizer Hitparade)                      | 6               |
| Sudáfrica (Springbok Radio)                      | 2               |

## Apariciones en la cultura popular
- La canción aparece en el segundo capítulo de la temporada 3 de From
- La canción aparece en la película Eat Pray Love (2010) y Trolls (2016).
- Fue cantada por Alien Gonzos para la película de 1999 Muppets from Space.
- Se puede escuchar brevemente en el episodio 15 de la temporada 3 de Parks and Recreation.
- Está en la pista 3 de la banda sonora Wreck-It Ralph.
- Un "remix" de la canción aparece en el juego Dance Dance Revolution 1stMIX de 1998, interpretada por JT Playaz y con el nombre de "Let's Get Down".
- Es interpretada con una gaita por el personaje de Ross Geller en un capítulo de la serie "Friends".
- Aparece en el videojuego Rayman Raving Rabbids 2 interpretada por los Rabbids.
- Se escucha en la película Las vacaciones de Mr. Bean (2007).
- Aparece en el episodio de South Park cuando festejan la victoria de Barack Obama

## Otras Versiones
La cantante australiana Kylie Minogue grabó una versión de esta canción para su álbum Let's get to it, pero no fue incluida. Finalmente formó parte de su primera compilación de éxitos, el álbum Greatest Hits de 1992.